# Guénange
Guénange (fràncic lorenès Genéngen) és un municipi francès situat al departament del Mosel·la i a la regió del Gran Est. L'any 2007 tenia 6.938 habitants.

## Demografia

### Població
El 2007 la població de fet de Guénange era de 6.938 persones. Hi havia 2.644 famílies, de les quals 608 eren unipersonals (220 homes vivint sols i 388 dones vivint soles), 780 parelles sense fills, 952 parelles amb fills i 304 famílies monoparentals amb fills.
La població ha evolucionat segons el següent gràfic:
Habitants censats

### Habitatges
El 2007 hi havia 2.719 habitatges, 2.674 eren l'habitatge principal de la família, 1 era una segona residència i 44 estaven desocupats. 1.949 eren cases i 733 eren apartaments. Dels 2.674 habitatges principals, 1.656 estaven ocupats pels seus propietaris, 987 estaven llogats i ocupats pels llogaters i 31 estaven cedits a títol gratuït; 44 tenien una cambra, 43 en tenien dues, 574 en tenien tres, 927 en tenien quatre i 1.086 en tenien cinc o més. 1.907 habitatges disposaven pel capbaix d'una plaça de pàrquing. A 1.228 habitatges hi havia un automòbil i a 1.112 n'hi havia dos o més.

### Piràmide de població
La piràmide de població per edats i sexe el 2009 era:
| Homes | Edats   | Dones |
| ----- | ------- | ----- |
| 0     | 95 o +  | 8     |
| 8     | 90 a 94 | 16    |
| 16    | 85 a 89 | 28    |
| 16    | 80 a 84 | 4     |
| 92    | 75 a 79 | 104   |
| 136   | 70 a 74 | 168   |
| 180   | 65 a 69 | 212   |
| 208   | 60 a 64 | 244   |
| 168   | 55 a 59 | 176   |
| 232   | 50 a 54 | 196   |
| 260   | 45 a 49 | 288   |
| 208   | 40 a 44 | 244   |
| 256   | 35 a 39 | 300   |
| 320   | 30 a 34 | 280   |
| 248   | 25 a 29 | 200   |
| 208   | 20 a 24 | 204   |
| 220   | 15 a 19 | 268   |
| 248   | 10 a 14 | 280   |
| 296   | 5 a 9   | 244   |
| 188   | 0 a 4   | 168   |

## Economia
El 2007 la població en edat de treballar era de 4.528 persones, 3.099 eren actives i 1.429 eren inactives. De les 3.099 persones actives 2.768 estaven ocupades (1.535 homes i 1.233 dones) i 331 estaven aturades (155 homes i 176 dones). De les 1.429 persones inactives 361 estaven jubilades, 499 estaven estudiant i 569 estaven classificades com a «altres inactius».

### Ingressos
El 2009 a Guénange hi havia 2.735 unitats fiscals que integraven 6.950,5 persones, la mediana anual d'ingressos fiscals per persona era de 16.369 €.

### Activitats econòmiques
Dels 131 establiments que hi havia el 2007, 4 eren d'empreses extractives, 2 d'empreses alimentàries, 4 d'empreses de fabricació d'altres productes industrials, 17 d'empreses de construcció, 36 d'empreses de comerç i reparació d'automòbils, 4 d'empreses de transport, 10 d'empreses d'hostatgeria i restauració, 2 d'empreses d'informació i comunicació, 6 d'empreses financeres, 2 d'empreses immobiliàries, 8 d'empreses de serveis, 24 d'entitats de l'administració pública i 12 d'empreses classificades com a «altres activitats de serveis».
Dels 44 establiments de servei als particulars que hi havia el 2009, 1 era una gendarmeria, 1 oficina de correu, 4 oficines bancàries, 2 funeràries, 4 tallers de reparació d'automòbils i de material agrícola, 1 taller d'inspecció tècnica de vehicles, 1 autoescola, 5 paletes, 3 guixaires pintors, 2 fusteries, 3 lampisteries, 2 electricistes, 5 perruqueries, 1 veterinari, 6 restaurants, 1 agència immobiliària, 1 tintoreria i 1 saló de bellesa.
Dels 13 establiments comercials que hi havia el 2009, 3 eren supermercats, 1 una botiga de més de 120 m², 2 fleques, 1 una fleca, 1 una peixateria, 1 una llibreria, 1 una sabateria, 1 un drogueria i 2 floristeries.
L'any 2000 a Guénange hi havia 5 explotacions agrícoles.

## Equipaments sanitaris i escolars
El 2009 hi havia 2 farmàcies i 1 ambulància.
El 2009 hi havia 2 escoles maternals i 3 escoles elementals. A Guénange hi havia 1 col·legi d'educació secundària i 1 liceu tecnològic. Als col·legis d'educació secundària hi havia 668 alumnes i als liceus tecnològics 163.

## Poblacions més properes
El següent diagrama mostra les poblacions més properes.